# Херкулес в Ню Йорк
„Херкулес в Ню Йорк“ (на английски: Hercules in New York) е американски филм с елементи на фентъзи и хумор от 1970 година на режисьора Артър Алън Сайделман. Във филма участват тогава неизвестният Арнолд Шварценегер, Арнолд Станг, Джеймс Карън и Тайна Елг. Премиерата на филма в САЩ е на 25 февруари 1970 г.

## Сюжет
Внимание:  Текстът по-долу разкрива сюжета на произведението (или части от него)!
На Олимп, Херкулес постоянно е в конфликт с баща си Зевс, владетелят на всички богове. Херкулес мечтае да слезе на Земята, да бъде сред обикновените хора и да живее като обикновен човек. Зевс дълго не е съгласен, но все пак изпраща палавия си син на Земята и Херкулес се оказва в Ню Йорк в началото на 1970-те. Огромният и физически мощен Херкулес е напълно безпомощен в отношенията с нюйоркчаните. Скоро Херкулес среща много крехък жител на име Преци, който става приятел на гиганта, помагайки на Херкулес да се адаптира към непознатия свят. В допълнение Херкулес намира интересно занимание на Земята – борба, и се превръща във велик спортист, поразявайки околните с огромната си красива фигура.
Наблюдавайки Херкулес, Зевс е много раздразнен, струва му се, че синът му със забавните си лудории дискредитира божествения си баща. Затова Зевс изпраща бог Меркурий да върне Херкулес на Олимп. Меркурий не се справя със заданието и след това разгневеният Зевс изпраща ужасната богиня Немезида след Херкулес, за да го изпрати в адските региони, управлявани от бог Плутон. Но Юнона, съпругата на Зевс, която мрази Херкулес, убеждава Немезида да даде на Херкулес отрова, която ще го лиши от божествената му сила. Немезида информира Плутон за отравянето и той, след като се е договорил с престъпния мениджър на Херкулес, залага голяма сума пари срещу Херкулес в предстоящото силно състезание. Херкулес е победен, но след като научава истината за отравянето, той напада помощниците на своя криминален мениджър. Атлас и Самсон идват на помощ на сина на Зевс и Херкулес побеждава гангстерите. След това Херкулес разбира, че е сгрешил, когато е напуснал Олимп, и след като се сбогува с приятеля си Преци, се връща в обиталището на боговете.
На Олимп, Зевс казва на Юнона и Херкулес, че няма да накаже Херкулес за неговото недостойно поведение. Но малко по-късно, незабелязан от другите богове, Зевс тайно се спуска от небето на Земята, плашейки пътниците в летящ самолет.

## Актьорски състав
| Актьор             | Роля                                   |
| ------------------ | -------------------------------------- |
| Арнолд Шварценегер | Херкулес                               |
| Арнолд Станг       | Преци – приятел на Херкулес от Ню Йорк |
| Дебора Лумис       | Хелън Камдън – приятелка на Херкулес   |
| Джеймс Карън       | професор Камдън – баща на Хелън        |
| Ърнест Грейвс      | Зевс                                   |
| Тани Макдоналд     | Юнона                                  |
| Тайна Елг          | Немезида                               |
| Майкъл Липтън      | Плутон                                 |
| Харолд Бърщайн     | Род Нелсън                             |
| Джордж Бартениев   | Нитро                                  |
| Руди Бонд          | капитан на кораб                       |
| Дан Хамилтън       | Меркурий                               |
| Марк Тендлър       | Самсон                                 |
| Денис Тинерино     | Атлас                                  |
| Ричард Херд        | телевизионен водещ                     |
| Тони Карол         | Монстро                                |

## Интересни факти
- Това е първият филм във филмовата кариера на Арнолд Шварценегер. Продуцентите смятат истинското му име за твърде сложно, така че в надписите Шварценегер е посочен като Арнолд Стронг „Мистър Вселена“. Освен това, поради силния му австрийски акцент, героят на Шварценегер е озвучен. Впоследствие, когато Шварценегер става международно известен актьор, излиза версия на филма с оригиналния саундтрак.
- По време на търсенето на актьор за ролята на Херкулес, режисьорите се обръщат към легендарния треньор и един от основателите на Международната федерация на културистите Джо Вайдер. Именно той препоръчва младия австрийски спортист Арнолд Шварценегер за ролята на Херкулес, а когато продуцентите на филма питат за театрален или кино опит на Шварценегер, Уайдър ги измамва, че Арнолд играе блестящо Хамлет в Лондон.
- Самият Арнолд Шварценегер смята този филм за толкова ужасен, че веднъж на шега предлага федералните служби на САЩ да го използват за изтезания на престъпници.
- Първоначално озаглавен „Hercules Goes Bananas“ (жаргонен термин, който може да се преведе като „Херкулес се побърква“), впоследствие се счита за „некоректен“ и филмът е преименуван на „Херкулес в Ню Йорк“.
- Сред персонажите във филма са смесени древногръцките и римските имена на боговете. „Зевс“, „Немезида“ и „Атлас“ са древногръцки, а „Херкулес“, „Плутон“, „Меркурий“ и „Юнона“ са древноримски (в древногръцката митология те съответстват на „Херакл“, „Хадес“, „Хермес“ и „Хера“). Освен това един от героите е библейският герой Самсон.